# جووانی چرنوگوراتس
جووانی چرنوگوراتس (انگلیسی: Giovanni Cernogoraz؛ زادهٔ ۲۷ دسامبر ۱۹۸۲) تیرانداز اهل کرواسی است.
وی در مسابقات کشوری و بین‌المللی در مجموع برندهٔ ۲ مدال برنز شده‌است.